# Clot de la Coma
El Clot de la Coma és un clot a cavall dels termes municipals de Conca de Dalt, a l'antic terme de Toralla i Serradell, al Pallars Jussà, en territori dels pobles d'Erinyà, i de Senterada, en l'àmbit del poble de Cérvoles.
Està situat a la part més septentrional del terme, a la capçalera del barranc de Fontallaus, a ponent de la Solana de Fontallaus. La Pista de Cérvoles discorre per la part alta d'aquest clot, al nord-oest. És al sud del Serrat de Sant Roc, al sud-est de la Capcera i de la serra de Camporan.